# Коли
Коли (фр. Coly) насеље је и општина у југозападној Француској у региону Аквитанија, у департману Дордоња која припада префектури Сарла ла Канеда.
По подацима из 2011. године у општини је живело 224 становника, а густина насељености је износила 27,97 становника/km². Општина се простире на површини од 8,01 km². Налази се на средњој надморској висини од 113 метара (максималној 246 m, а минималној 105 m).

## Демографија
| 1962. | 1968. | 1975. | 1982. | 1990. | 1999. | 2011. |
| ----- | ----- | ----- | ----- | ----- | ----- | ----- |
| 155   | 159   | 174   | 168   | 193   | 230   | 224   |

График промене броја становника у току последњих година